# Чемпионат Южной Америки по волейболу среди мужчин 2017
32-й чемпионат Южной Америки по волейболу среди мужчин проходил с 7 по 11 августа 2017 года в Сантьяго и Темуко (Чили) с участием 8 национальных сборных команд. Чемпионский титул в 31-й раз в своей истории и в 26-й раз подряд выиграла сборная Бразилии.

## Команды-участницы
Аргентина, Бразилия, Венесуэла, Колумбия, Парагвай, Перу, Уругвай, Чили.

## Система проведения чемпионата
Турнир состоял из предварительного этапа и плей-офф. 8 команд-участниц на предварительном этапе были разбиты на две группы, в которых команды играли в один круг. Первичным критерием при распределении мест в группах служило общее количество побед, затем количество набранных очков, соотношение партий, соотношение игровых очков и, наконец, результаты личных встреч. За победы со счётом 3:0 и 3:1 начислялось по 3 очка, за победу 3:2 — 2, за поражение 2:3 проигравший получал 1 очко и за поражения 1:3 и 0:3 очки не начислялись. По две лучшие команды из групп вышли в полуфинал плей-офф и в стыковых матчах определили двух финалистов, которые разыграли первенство. Проигравшие в полуфиналах разыграли бронзовые награды. Итоговые 5—8-е места по такой же системе были разыграны командами, занявшими в группах предварительного этапа 3—4-е места.

## Предварительный этап

### Группа А
Темуко
| М | Команда   | 1   | 2   | 3   | 4   | И | В | П | С/П | О |
| - | --------- | --- | --- | --- | --- | - | - | - | --- | - |
| 1 | Бразилия  |     | 3:0 | 3:0 | 3:0 | 3 | 3 | 0 | 9:1 | 9 |
| 2 | Венесуэла | 0:3 |     | 3:1 | 3:0 | 3 | 2 | 1 | 6:4 | 6 |
| 3 | Колумбия  | 0:3 | 1:3 |     | 3:0 | 3 | 1 | 2 | 4:6 | 3 |
| 4 | Парагвай  | 0:3 | 0:3 | 0:3 |     | 3 | 0 | 3 | 0:9 | 0 |

7 августа: Венесуэла — Колумбия 3:1 (25:22, 25:18, 22:25, 26:24); Бразилия — Парагвай 3:0 (25:4, 25:14, 25:10).
8 августа: Колумбия — Парагвай 3:0 (25:18, 25:16, 25:17); Бразилия — Венесуэла 3:0 (25:10, 25:16, 25:14).
9 августа: Венесуэла — Парагвай 3:0 (25:17, 25:9, 25:14); Бразилия — Колумбия 3:0 (25:14, 25:11, 25:21).

### Группа В
Сантьяго
| М | Команда   | 1   | 2   | 3   | 4   | И | В | П | С/П | О |
| - | --------- | --- | --- | --- | --- | - | - | - | --- | - |
| 1 | Аргентина |     | 3:1 | 3:0 | 3:0 | 3 | 3 | 0 | 9:1 | 9 |
| 2 | Чили      | 1:3 |     | 3:0 | 3:0 | 3 | 2 | 1 | 7:3 | 6 |
| 3 | Уругвай   | 0:3 | 0:3 |     | 3:2 | 3 | 1 | 2 | 3:8 | 2 |
| 4 | Перу      | 0:3 | 0:3 | 2:3 |     | 3 | 0 | 3 | 2:9 | 1 |

7 августа: Аргентина — Уругвай 3:0 (25:16, 25:18, 25:20); Чили — Перу 3:0 (25:19, 25:12, 25:22).
8 августа: Аргентина — Перу 3:0 (25:15, 25:22, 25:12); Чили — Уругвай 3:0 (25:19, 25:12, 25:19).
9 августа: Уругвай — Перу 3:2 (22:25, 27:25, 28:26, 20:25, 15:9); Аргентина — Чили 3:1 (25:18, 21:25, 25:15, 25:22).

## Плей-офф за 5—8 места
Темуко

### Полуфинал
10 августа
Уругвай — Парагвай 3:0 (25:16, 25:17, 25:20).
Колумбия — Перу 3:0 (25:19, 25:19, 25:16).

### Матч за 7-е место
11 августа
Перу — Парагвай 3:1 (23:25, 25:17, 25:18, 25:21).

### Матч за 5-е место
11 августа
Колумбия — Уругвай 3:1 (23:25, 25:20, 25:20, 25:19).

## Плей-офф за 1—4 места
Сантьяго

### Полуфинал
10 августа
Бразилия — Чили 3:0 (25:20, 25:12, 25:14).
Венесуэла — Аргентина 3:2 (26:24, 15:25, 24:26, 26:24, 15:13).

### Матч за 3-е место
11 августа
Аргентина — Чили 3:0 (25:18, 25:22, 25:21).

### Финал
11 августа
Бразилия — Венесуэла 3:0 (25:21, 25:6, 25:18).

## Итоги

### Положение команд
| Бразилия    |
| Венесуэла   |
| Аргентина   |
| 4. Чили     |
| 5. Колумбия |
| 6. Уругвай  |
| 7. Перу     |
| 8. Парагвай |

Бразилия в качестве победителя турнира квалифицировалась на чемпионат мира 2018.

### Призёры
Бразилия: Бруно Мосса де Резенде (Бруно), Исак Сантос (Исак), Тьяго Брендле (Тьяго), Уоллес де Соуза (Уоллес), Рафаэл Виейра де Оливейра (Рафаэл), Отавио Родригес Пинто (Отавио), Родриго Леан (Родригиньо), Маурисио Соуза, Дуглас Соуза, Лукас Сааткамп (Лукас), Талес Хосс (Талес), Рикардо Лукарелли де Соуза (Лукарелли), Маурисио Боргес Алмейда Силва (Маурисио), Ренан Занатта Биатти (Ренан). Тренер — Ренан Дал Зотто.
  Венесуэла: Регуло Альберто Брисеньо, Фернандо Гонсалес, Эктор Мата, Эмерсон Родригес Гонсалес, Эдсон Валенсия Гонсалес, Хосе Карраско, Хосе Верди, Луис Ариас Гусман, Рональд Файола Уртадо, Джонатан Кихада, Генри Рохас Эстанхель, Армандо Веласкес Эскаланте. Тренер — Рональд Сарти.
  Аргентина: Алехандро Торо, Фабиан Флорес, Максимилиано Каванна, Игнасио Фернандес, Кристиан Поглажен, Николас Бруно, Себастьян Соле, Бруно Лима, Сантьяго Дарраиду, Пабло Крер, Лусиано Де Чекко, Алексис Гонсалес, Гонсало Кирога, Мартин Рамос. Тренер — Хулио Веласко.

### Индивидуальные призы
| - MVP Маурисио - Лучшие нападающие-доигровщики Лукарелли Висенте Парагирре - Лучшие центральные блокирующие Хосе Верди Себастьян Соле | - Лучший связующий Бруно - Лучший диагональный нападающий Уоллес - Лучший либеро Эктор Мата |